# František Škola
František Škola (27. listopadu 1892 Strakonice – ???) byl československý politik a meziválečný poslanec Národního shromáždění.

## Biografie
Byl synem punčocháře Vincence Škody a Anny, rozené Mišákové.
Podle údajů k roku 1927 byl profesí truhlářským dělníkem ve Strakonicích. Dne 3. 12. 1918 se oženil s dělnicí Alžbětou Kovárnovou (1893-??). V roce 1927 vystoupil z církve.
Po parlamentních volbách v roce 1925 získal za Komunistickou stranu Československa mandát v Národním shromáždění. Mandát ale nabyl až dodatečně v roce 1927 jako náhradník poté, co byl poslanec Ernst Hirschl zbaven mandátu po vystoupení z KSČ. I František Škola se nakonec se svou stranou rozešel. V červnu 1929 vystoupil z poslaneckého klubu KSČ a v parlamentu se stal členem nového poslaneckého klubu nazvaného Komunistická strana Československa (leninovci).
V roce 1948 se jistý František Škola uvádí jako zástupce Československé sociální demokracie na ONV ve Strakonicích, kde stál v čele školského a kulturního referátu a byl místopředsedou ONV. Profesně je uváděn jako truhlář ze Strakonic. Po únorovém převratu roku 1948 se počátkem března stal členem obrozeného akčního výboru Československé sociální demokracie ve Strakonicích s cílem sestavit nový okresní výbor strany. 20. března 1948 pak zaslal okresní sekretariát ČSSD na krajský akční výbor Národní fronty v Českých Budějovicích k prověření návrh na personální obsazení okresního výkonného výboru ČSSD. Předsedou výboru měl být František Škola ze Strakonic, bytem čp. I/318.